# Мијатова торина
Мијатова торина је најдужа пећина у Парку природе „Орјен“ у Републици Српској у Босни и Херцеговини. 

## Географска прошлост
У читавом масиву Орјена развијен је подземни карстни рељеф који је највећим делом представљен објектима јамског и понорског типа, док су пећине попут Мијатове торине претежно мањих димензија.
На основу спелеолошких истраживања у Парку природе „Орјен“ утврђено је и описано 47 спелеолошких објеката. Од тог броја, њих 13 има одлике пећина,које су за разлику од Мијатове торине, највише оне са дужином канала до 50 метара.
Објашњење за развој ове пећине лежи у развоју карстног процеса у масиву Орјена, који је створио све неопходне условае за настанак и развој дубоке карстификације: 
- велика дубина карбонатних стена,
- оштећеност ових маса тектоником,
- убирањем и раседање,
- велика количина агресивних вода.

## Положај и изглед
Мијатова торинаалази се на локалитету Оровац, на Бијелој Гори.
Дугачка је око 148 метара. Пећина се састоји од улазне дворане која наставља стрмим одсеком висине 2 метара и на крају завршава јамом.
Вертикална развијеност до најдубље тачке износи 40 метара. 